# Loi modifiant le Code du travail (2003)
Lire en ligne

Texte officiel

La Loi modifiant le Code du travail (appelé connue comme projet de loi n° 31) est une loi québécoise adoptée avec la procédure du bâillon par l'Assemblée nationale lors de la 37e législature le 17 décembre 2003 et sanctionnée le lendemain,.

## Mesures
La loi réforme l'article 45 du Code du travail facilitant, entre autres, l'emploi de la sous-traitance dans les entreprises et institutions syndiquées. Cette réforme intervient deux ans après une décision de la Cour suprême du Canada qui aurait créé selon certains experts un flou juridique sur l'application de l'article 45,.
La loi établit qu'une entreprise doit transférer au sous-traitant des « éléments caractéristiques » (par exemple des équipements ou des employés) pour que le principe de l'article 45 s'applique, à savoir que les conditions de travail et conventions collectives de l'entreprise doivent continuer de s'appliquer et que les accréditations syndicales soient maintenues,. La notion d'éléments caractéristiques est dénoncée comme floue par plusieurs experts et universitaires. 
Le projet de loi 31 prévoit cependant que dans le cas d'une concession partielle, la convention collective expire à la prise d'effet de la sous-traitance, alors que la version précédente du Code du travail, adoptée en 2001, prévoyait que la convention collective s'appliquait encore pendant un an ou – si elle expirait avant ce délai – jusqu'à son expiration. Cette disposition est contestée par le syndicat et considérée comme un affaiblissement de la protection des travailleurs,. 
La loi ajoute également à l'article 46 que l'article 45 peut continuer de s'appliquer si la Commission des relations du travail (CRT) juge que le contrat de sous-traitance a pour but d'empêcher la formation d'un syndicat ou de gêner l'action syndicale. Depuis le 1er janvier 2016 le Tribunal administratif du travail remplace la CRT et est chargé de l'application de l'article 46.

## Parcours législatif
En septembre 2002, quelques mois avant la campagne électorale pour les élections générales de 2003, le Parti libéral du Québec s'engage à ce que « l'article 45 du Code du travail sera assoupli de façon à faciliter le recours à la sous-traitance. En contrepartie, les lois du travail seront resserrées ». Le projet de loi 31 est présenté le 13 novembre 2003 à l'Assemblée nationale par le ministre du Travail Michel Desprès.
La loi est adoptée par 67 voix contre 33 le 17 décembre 2003.
| Parti | Parti               | Pour | Contre | Abstention | Absent |
| ----- | ------------------- | ---- | ------ | ---------- | ------ |
|       | Parti libéral       | 64   | 0      | 0          | 12     |
|       | Parti québécois     | 0    | 33     | 0          | 12     |
|       | Action démocratique | 3    | 0      | 0          | 1      |
|       | Indépendants        | 0    | 0      | 0          | 0      |
| Total | Total               | 67   | 33     | 0          | 25     |

### Textes officiels
- Loi modifiant le Code du travail, instituant la Commission des relations du travail et modifiant d'autres dispositions législatives, LQ 2001, c. 26  (lire en ligne, consulté le 10 décembre 2023)
- Loi modifiant le Code du travail, LQ 2003, c. 26  (lire en ligne, consulté le 10 décembre 2023)
- Code du travail, RLRQ, c. C-27  (lire en ligne, consulté le 10 décembre 2023)